# Edgardo Ortuño
Edgardo Ortuño (Montevideo, 10 de junio de 1970) es un profesor, funcionario y político uruguayo. 
Desde 2025 es el Ministro de Ambiente de Uruguay.

## Biografía
Egresado del Instituto de Profesores Artigas como Profesor de Historia. Trabajó como ayudante de investigación en la Facultad de Humanidades y Ciencias de la Educación en el Centro de Estudios Interdisciplinarios del Uruguay (CEIU) en 1990- 1991, y participó de distintos cursos y seminarios sobre historia, ciencias sociales y educación.
En 1987 milita en el Referéndum para derogar la Ley de Caducidad de la Pretensión Punitiva del Estado; año en el cual ingresa a la actividad política partidaria; participa del proceso fundacional de la Vertiente Artiguista en 1989. Electo diputado suplente para la legislatura 2000-2005, y diputado titular en 2005.
Ha sido el segundo legislador afrouruguayo, siendo la primera la Dra. Alba Roballo, del partido colorado y también fundadora del Frente Amplio en la historia del país. Con tal motivo, en 2003 fue invitado al Primer Encuentro de Parlamentarios Afrodescendientes de América Latina y el Caribe en Brasil, firmando el Acta de Brasilia que constituyó dicha instancia de coordinación y realizó un llamamiento por la igualdad de oportunidades y contra la discriminación racial. 
Fue decisivo impulsor de la declaración del Día Nacional del Candombe, la Cultura Afrouruguaya y la Equidad Racial.
El 23 de junio del 2020 Ortuño asume como Director en OSE (Obras Sanitarias del Estado) en representación del Frente Amplio.
En diciembre de 2024, Ortuño fue anunciado por el presidente electo Yamandú Orsi como futuro ministro de Ambiente.